# Opération Fishbowl
L’opération Fishbowl est une série d'essais nucléaires à haute altitude, menée par les États-Unis dans le cadre de l'opération Dominic, en 1962.

## Histoire

### Origine
À la suite du rejet par l'Union soviétique d'un moratoire des essais nucléaires atmosphériques en 1961, le gouvernement américain programme une nouvelle série de tests à se dérouler en 1962 : l’opération Dominic.
Le moratoire, accordé en 1958 par l’URSS, les États-Unis et le Royaume-Uni, adressait les craintes concernant les effets sur la santé des retombées radioactives à l'issue des tests nucléaires, en particulier les essais dits « atmosphériques ».
Ce sera la plus grande série de tests nucléaires réalisés par les États-Unis, dans laquelle trois tirs à haute altitude (Bluegill, Starfish et Urraca) sont initialement programmés pour l'opération Fishbowl. Deux autres essais (Checkmate et Tightrope) seront inclus postérieurement.

### Premiers essais
Les essais nucléaires de l'opération Fishbowl sont lancés avec des missiles Thor, ce qui leur permet d'atteindre des altitudes entre les 50 et les 400 km. Pour chaque essai, en cas de faillite, le tir suivant porte en plus le mot « prime », puis « double prime », et ainsi de suite.
De nombreux tests initiaux font échec, ce qui déplace le début de l'opération des premiers mois de 1962 vers juin de cette année-là.
Bluegill et Starfish, lancés le 2 et le 20 juin respectivement, vont être avortés après le tir du fait de défaillances techniques.

### Starfish Prime
Le 9 juillet 1962 un premier essai est finalement réussi avec Starfish Prime : une détonation à 400 km d'altitude qui sera visible jusqu'à Hawaii et Kwajalein (à plus de 2 000 km du site).
La force de l'explosion est à l'origine d'une impulsion électromagnétique (IEM) qui atteint les infrastructures électriques et de communication sur terre. Celle-ci va résulter à son tour en une ceinture de radiations provoquant des aurores boréales artificielles à l'hémisphère sud et plusieurs satellites américains et soviétiques endommagés,.

### Suite et fin de l'opération
Lors des effets inattendus de Starfish Prime, les essais postérieurs seront modifiés ou auront une puissance plus restreinte. Urraca, qui était supposé atteindre les mêmes altitudes que Starfish Prime sera suspendu dû aux possibles dégâts de sa puissance explosive en milieu atmosphérique.
Deux nouveaux essais pour Bluegill, le Bluegill Prime et le Bluegill Double Prime feront échec. Bluegill Prime explosera même avant le lancement, ce qui forcera à une nouvelle pause dans le déroulement de l'opération pendant les travaux de réparation de la plateforme.
À la reprise des opérations, Checkmate, Bluegill Triple Prime, Kingfish et Tightrope réussissent leurs tirs avec des détonations beaucoup moins puissantes que Starfish Prime.
Le 4 novembre 1962, Tightrope est le dernier essai nucléaire atmosphérique lancé par les États-Unis, qui signera à la suite le traité d'interdiction partielle des essais nucléaires avec l'URSS et un grand nombre de pays en 1963.

### Essais
| Nom                                                             | Date              | Altitude | Coordonnées                         | Puissance explosive |
| --------------------------------------------------------------- | ----------------- | -------- | ----------------------------------- | ------------------- |
| Starfish Prime                                                  | 9 juillet 1962    | 399 km   | 16° 28′ 06,32″ N, 169° 37′ 48,27″ O | 1 400 kt            |
| Checkmate                                                       | 20 octobre 1962   | 147,3 km | 16° 04′ 20,57″ N, 169° 36′ 35,95″ O | 0-20 kt             |
| Bluegill Triple Prime                                           | 26 octobre 1962   | 48,2 km  | 16° 24′ 57,03″ N, 169° 36′ 11,15″ O | 400 kt              |
| Kingfish                                                        | 1er novembre 1962 | 96,3 km  | 16° 06′ 08,61″ N, 169° 40′ 56,02″ O | 400 kt              |
| Tightrope Dernier essai nucléaire atmosphérique des États-Unis. | 4 novembre 1962   | 21 km    | 16° 42′ 26,71″ N, 169° 32′ 32,66″ O | 0-20 kt             |

## Pages liées
- Essai nucléaire
- Opération Dominic